# Slobodni pad (Lois McMaster Bujold)
Slobodni pad je znanstveno fantastična priča koju je napisala Lois McMaster Bujold.
Dio je Pustolovina Milesa Vorkosigana, ali za razliku od ostalih priča, radnja se odvija otprilike 200 godina prije Milesovog rođenja i u njoj se zapravo ne pojavljuje ni jedan od već poznatih likova.
Knjiga je izdana 1988. godine i osvojila je nagradu Nebula za najbolju kratku priču.

## Radnja priče
Priča je usko povezana sa stvaranjem "qvadara", genetski promijenjenih ljudi koji imaju četiri ruke. Drugi par ruku kod qvadara nalazi se tamo gdje obični ljudi imaju noge. Ova podvrsta ljudi bila je proizvedena za to da obavljaju fizičke poslove u svemiru. Ne samo da su savršeno prilagođeni životu u bestežinskom stanju nego zapravo uopće ne mogu pravilno primjenjivati donje udove ni u kakvom drugom okruženju osim ako se ne nalaze u najslabijem gravitacionom polju. S aspekta financijske isplativosti, oni su trebali biti visoko funkcionalni jer njima nisu bile potrebne posebne prostorije niti slobodno vrijeme u normalnoj gravitaciji, a koje su „prizemljaši“ (nadimak za ljude s nogama) trebali, čija bi tijela počela propadati ako bi predugo vremena bili u bestežinskom stanju. Qvadri su također u potpunosti pripadali poduzeću koje ih je proizvelo i od njega je ovisio njihov opstanak, oni nisu imali nikakva prava kao druga ljudska bića.
Pravno qvadri nisu uopće imali status čovjeka već "post-fetalne eksperimentalne stanične kulture". Ukratko poduzeće ih je tretiralo kao robove i ne-ljude. Njihov pristup informacijama bio je striktno nadgledan. Čak i ako bi imali djecu, to je bilo prvenstveno radi obavljanja poslova u svemiru. Moglo im se narediti da rađaju djecu ili da pobace. Bili su podvrgnuti programima razmnožavanja, tako da je poduzeće imalo ovlasti da žene prisili na "parenje" s odabranim muškarcem čak i onda kada su već izabrale svog partnera. S pojavom nove tehnologije koja stvara umjetnu gravitaciju, oni više nisu bili potrebni ali predstavljaju moguću političku sramotu za šefove. Raspravlja se o tome da ih se sve ubije ili sterilizira. Inženjer Leo Graf, koji je bio zadužen da ih trenira, pomaže im da se oslobode (on sam se zaljubio u jednu qvadro djevojku). Naposljetku se nastanjuju u sistemu koji je prvotno bio daleko od kontakta s drugim sistemima, ali postepeno postaje važni dio neksusa.
U Diplomatskom imunitetu, pretposljednjoj knjizi iz ove sage, prikazuje se qvadro društvo nekih 240 godina nakon opisanih događaja. Radnja se odvija na Graf stanici, koja je nazvana po Leu Grafu, koji je junak ali i personifikacija oca za sve quadre.

## Snotkalčeva nedoumica (kratka priča)
Snotkalčeva nedoumica (izvorni naziv "Dreamweaver's Dilemma") je kratka priča smještena u Vorkosigan svemiru na sam početak doba svemirske kolonizacije i genetske manipulacije.
Ova priča je objavljena u knjizi koja se također zove Snotkalčeva nedoumica koja predstavlja zbir [[|Kratka priča|kratkih priča]] i eseja koje je napisala Lois McMaster Bujold.